# والتر غولشميدت
والتر غولشميدت (بالإنجليزية: Walter Goldschmidt)‏ هو عالم إنسان أمريكي، ولد في 24 فبراير 1913 في سان أنطونيو في الولايات المتحدة، وتوفي في 1 سبتمبر 2010 في Huntington Hospital ‏ في الولايات المتحدة.